# Oxyopes
Genre
Synonymes
- Sphasus Walckenaer, 1805

Oxyopes est un genre d'araignées aranéomorphes de la famille des Oxyopidae.

## Distribution
Les espèces de ce genre se rencontrent sur tous les continents sauf aux pôles.

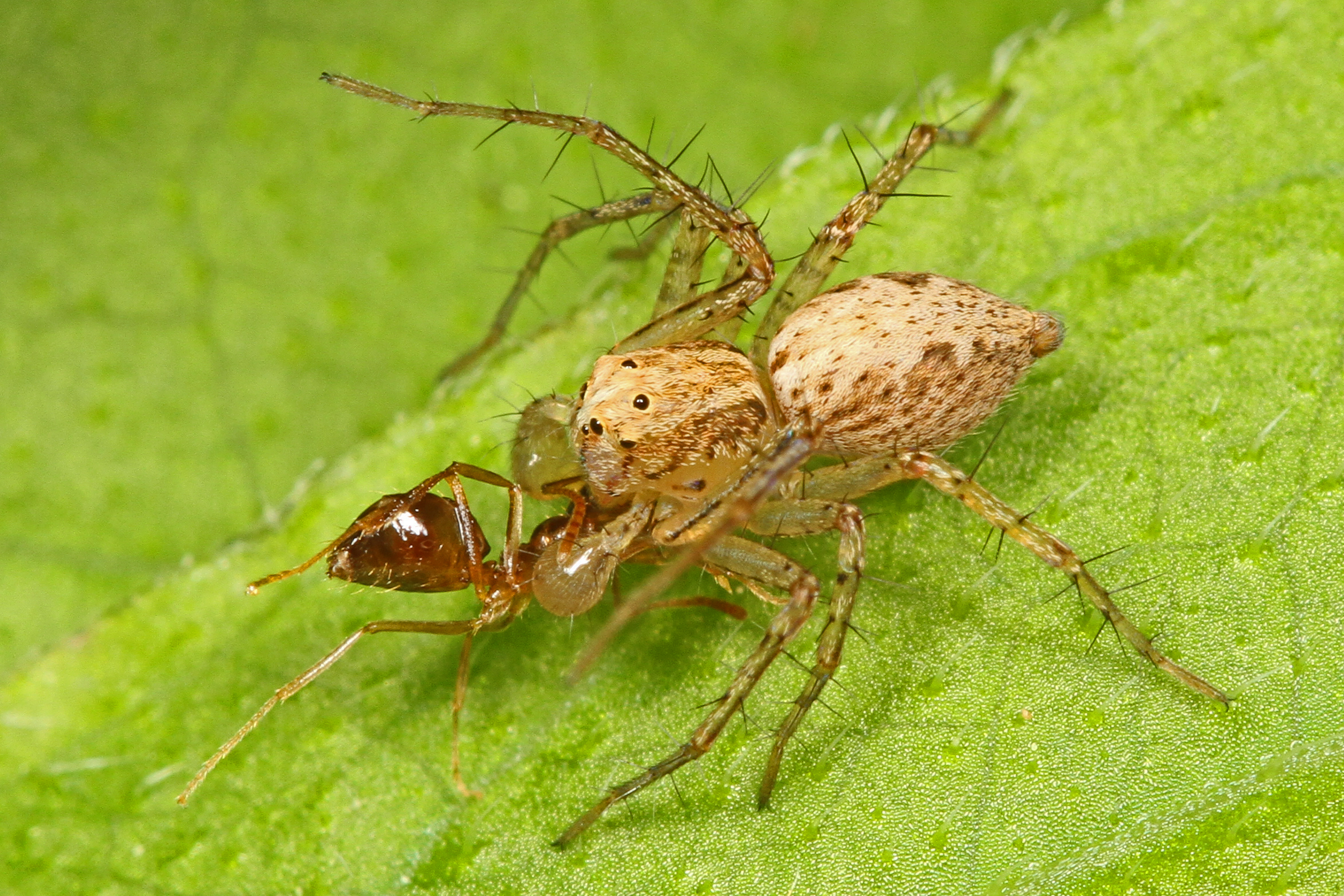
Oxyopes aglossus

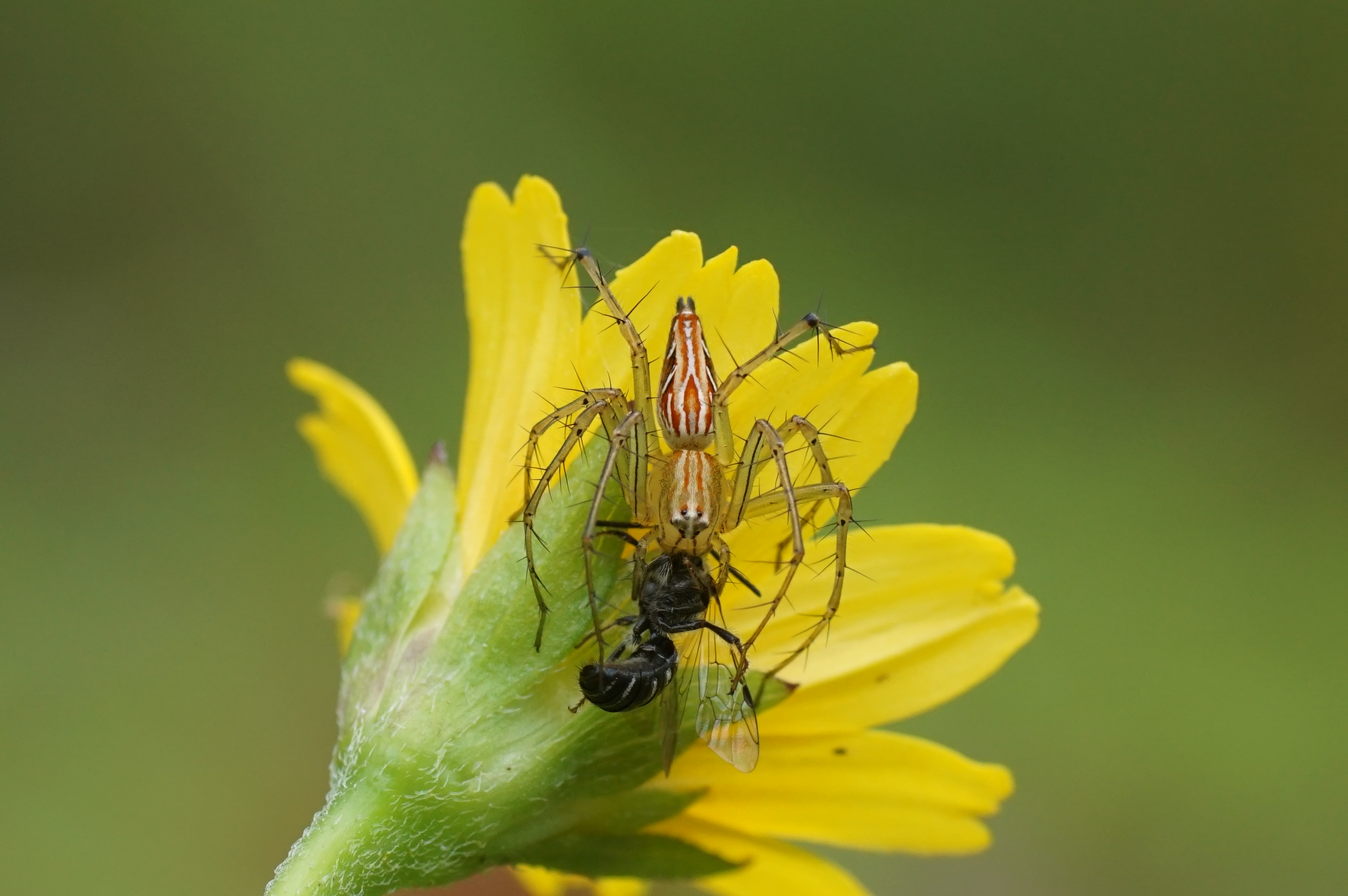
Oxyopes birmanicus

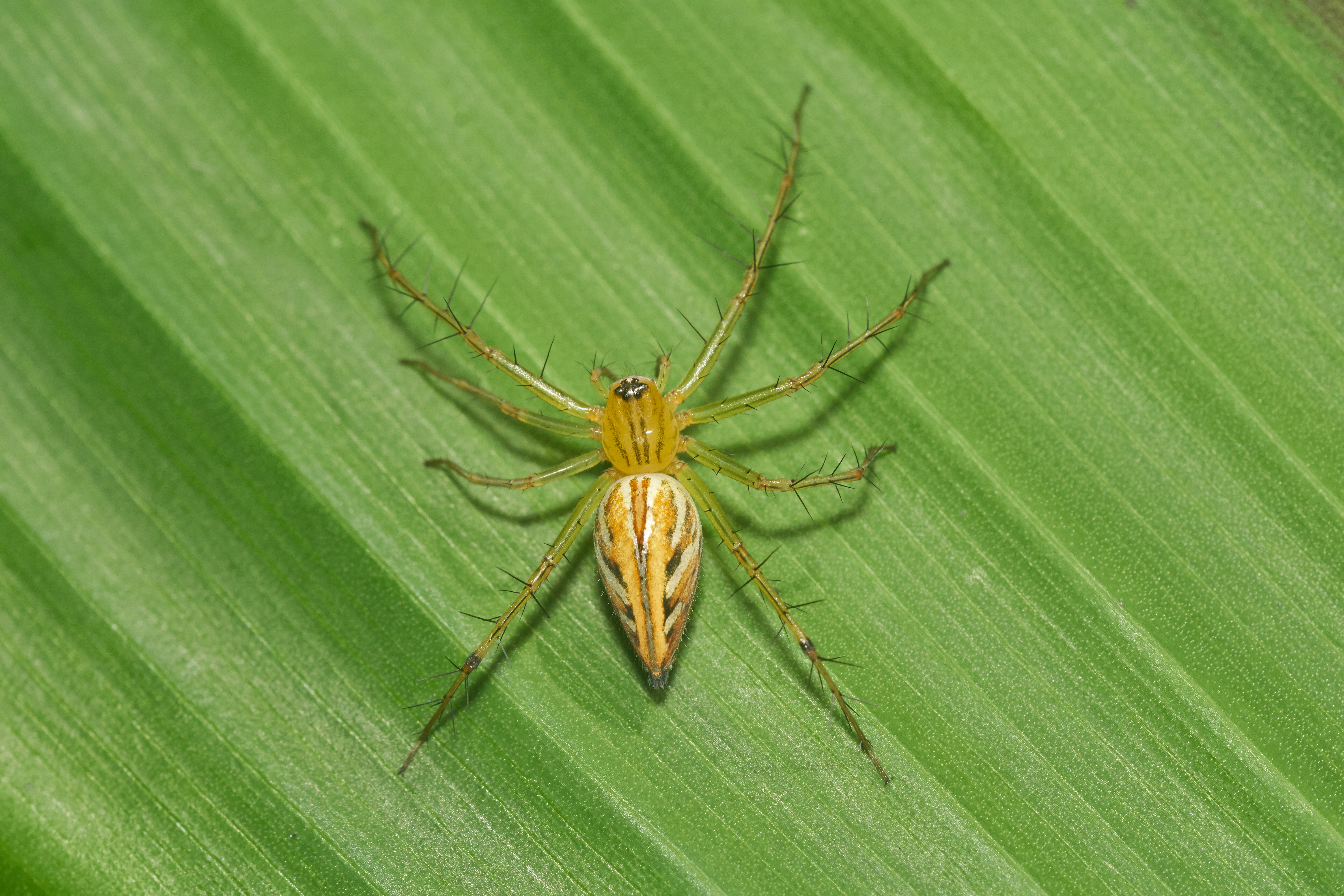
Oxyopes javanus

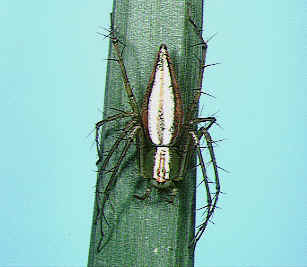
Oxyopes macilentus

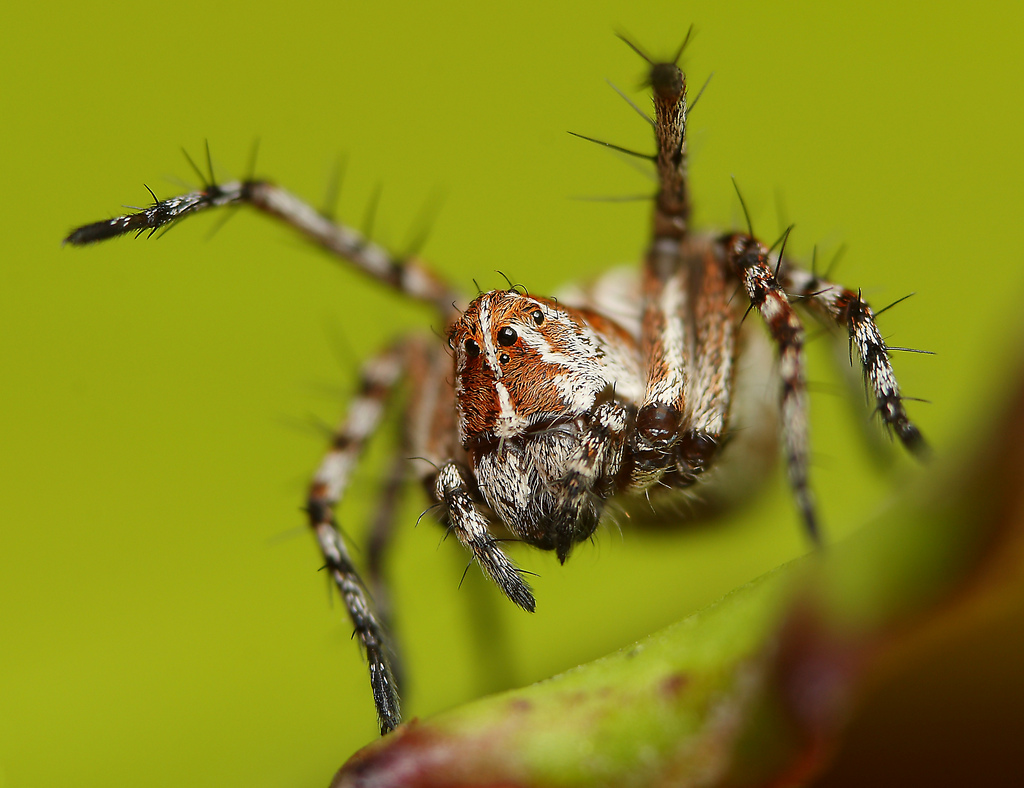
Oxyopes ramosus

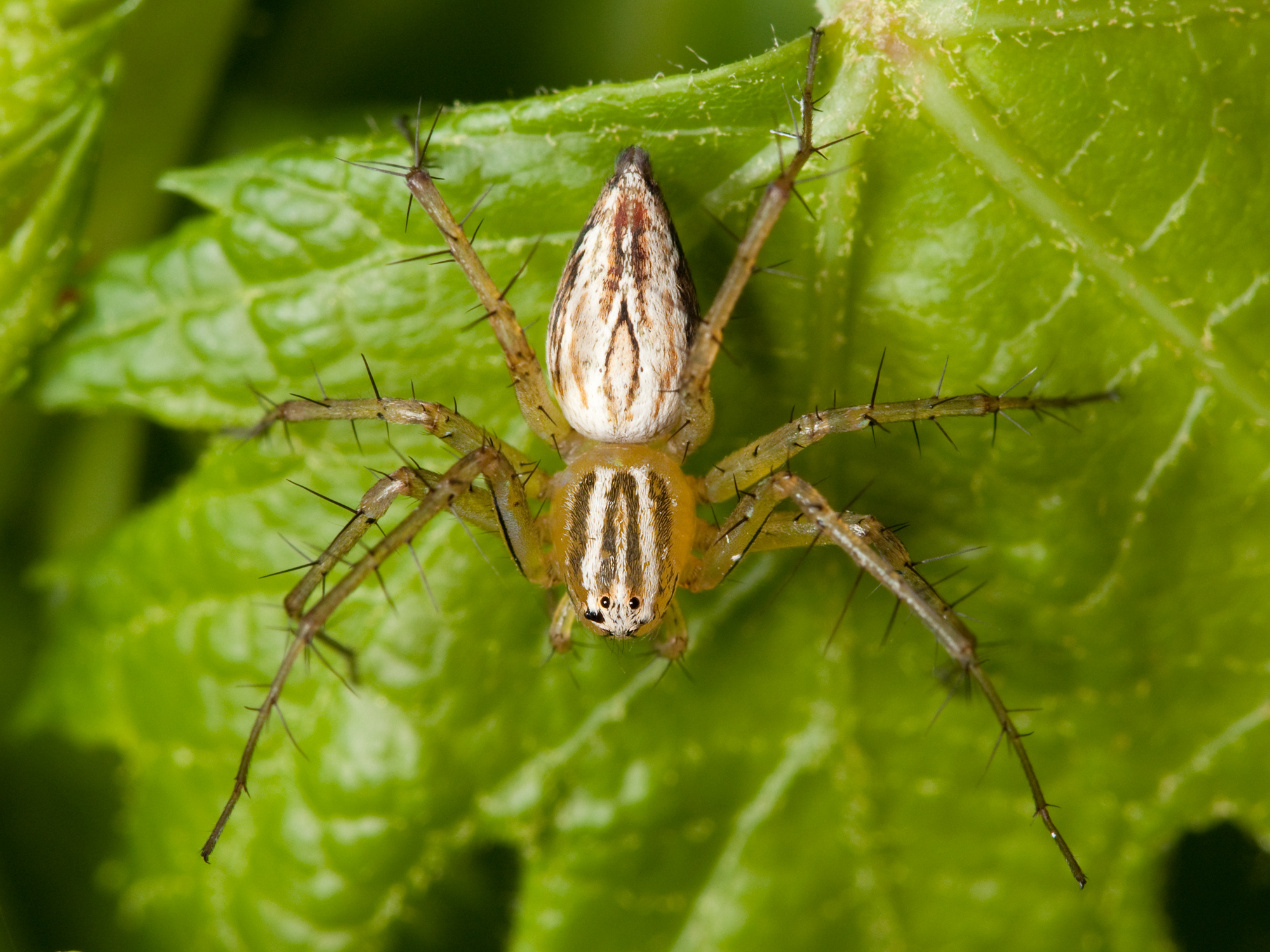
Oxyopes salticus

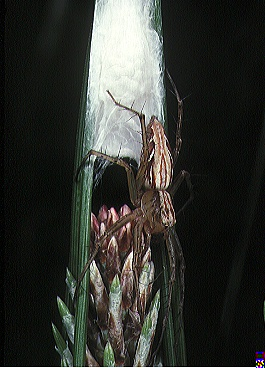
Oxyopes sertatus

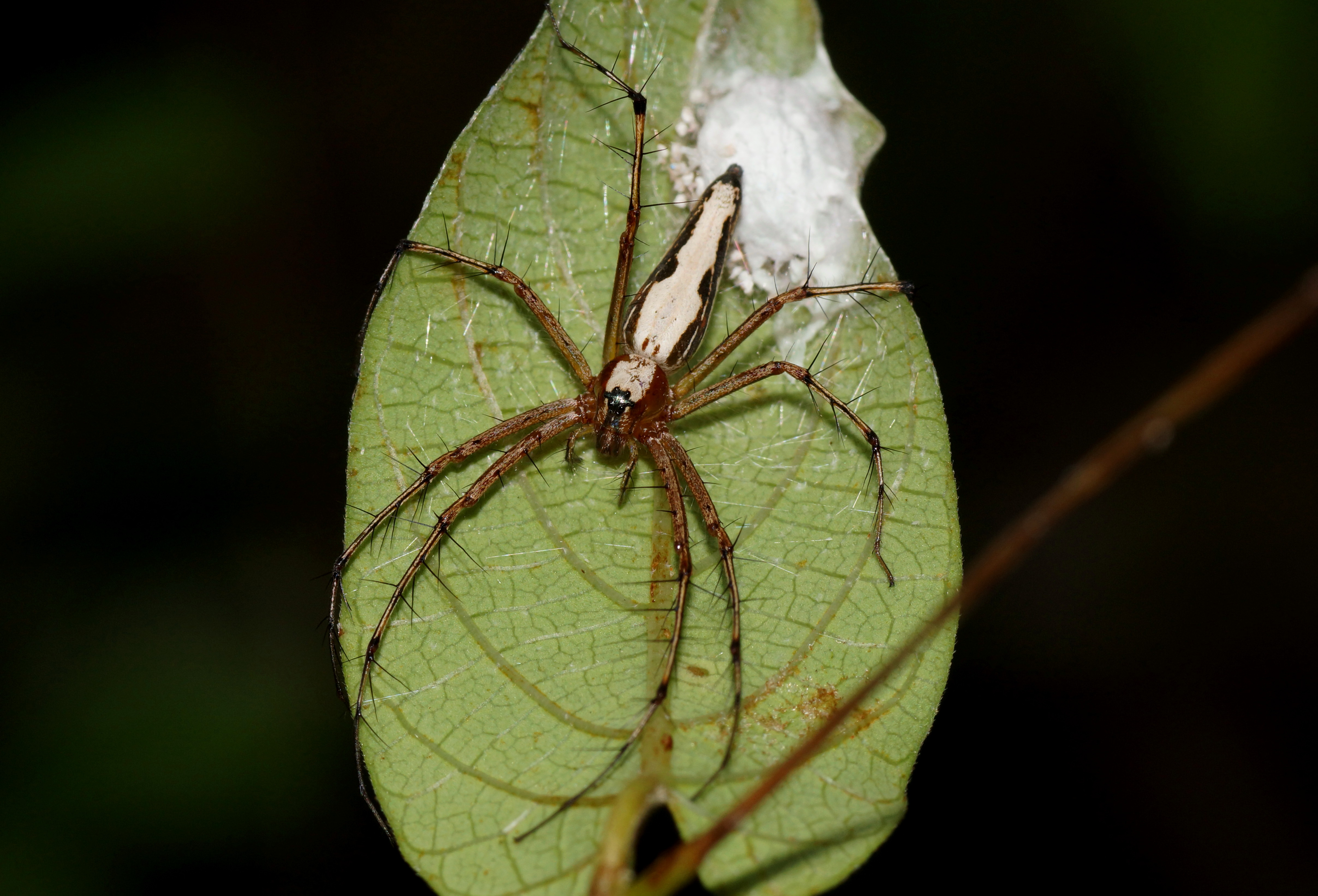
Oxyopes shweta

## Liste des espèces
Selon World Spider Catalog (version 26, 23/06/2025) :
- Oxyopes acleistus Chamberlin, 1929
- Oxyopes aculeatus Bösenberg & Lenz, 1895
- Oxyopes affinis Lessert, 1915
- Oxyopes aglossus Chamberlin, 1929
- Oxyopes albertianus Strand, 1913
- Oxyopes algerianus (Walckenaer, 1841)
- Oxyopes allectus Simon, 1909
- Oxyopes altifrons Mello-Leitão, 1941
- Oxyopes amoenus L. Koch, 1878
- Oxyopes angulitarsis Lessert, 1915
- Oxyopes annularis Yin, Zhang & Bao, 2003
- Oxyopes annulipes Thorell, 1890
- Oxyopes apollo Brady, 1964
- Oxyopes arcuatus Yin, Zhang & Bao, 2003
- Oxyopes argentosus Simon, 1909
- Oxyopes argyrotrichius Mello-Leitão, 1929
- Oxyopes armatipalpis Strand, 1912
- Oxyopes artemis Brady, 1970
- Oxyopes arushae Caporiacco, 1947
- Oxyopes ashae Gajbe, 1999
- Oxyopes aspirasi Barrion & Litsinger, 1995
- Oxyopes assamensis Tikader, 1969
- Oxyopes asterion Simon, 1909
- Oxyopes attenuatus L. Koch, 1878
- Oxyopes auratus Thorell, 1890
- Oxyopes aureolus Thorell, 1899
- Oxyopes auriculatus Lawrence, 1927
- Oxyopes azhari Butt & Beg, 2001
- Oxyopes baccatus Simon, 1897
- Oxyopes badhyzicus Mikhailov & Fet, 1986
- Oxyopes balteiformis Yin, Zhang & Bao, 2003
- Oxyopes bantaengi Merian, 1911
- Oxyopes bedoti Lessert, 1915
- Oxyopes berlandorum Lessert, 1915
- Oxyopes bharatae Gajbe, 1999
- Oxyopes bicorneus Zhang & Zhu, 2005
- Oxyopes bidentata Mukhtar, 2017
- Oxyopes bifidus F. O. Pickard-Cambridge, 1902
- Oxyopes bifissus F. O. Pickard-Cambridge, 1902
- Oxyopes biharensis Gajbe, 1999
- Oxyopes birabeni Mello-Leitão, 1941
- Oxyopes birmanicus Thorell, 1887
- Oxyopes bolivianus Tullgren, 1905
- Oxyopes bonneti Lessert, 1933
- Oxyopes boriensis Bodkhe & Vankhede, 2012
- Oxyopes bothai Lessert, 1915
- Oxyopes bouvieri Berland, 1922
- Oxyopes brachiatus Simon, 1909
- Oxyopes brevis Thorell, 1881
- Oxyopes caboverdensis Schmidt & Krause, 1994
- Oxyopes calcaratus Schenkel, 1944
- Oxyopes campestratus Simon, 1909
- Oxyopes campii Mushtaq & Qadar, 1999
- Oxyopes camponis Strand, 1915
- Oxyopes candidoi Garcia-Neto, 1995
- Oxyopes caporiaccoi Roewer, 1951
- Oxyopes carvalhoi Mello-Leitão, 1947
- Oxyopes castaneus Lawrence, 1927
- Oxyopes ceylonicus Karsch, 1892
- Oxyopes chapini Lessert, 1927
- Oxyopes chenabensis Mukhtar, 2017
- Oxyopes chiapas Brady, 1975
- Oxyopes chittrae Tikader, 1965
- Oxyopes coccineoventris Lessert, 1946
- Oxyopes cochinchinensis (Walckenaer, 1837)
- Oxyopes complicatus Tang & Li, 2012
- Oxyopes concolor Simon, 1877
- Oxyopes concoloratus Roewer, 1951
- Oxyopes constrictus Keyserling, 1891
- Oxyopes cornifrons (Thorell, 1899)
- Oxyopes cornutus F. O. Pickard-Cambridge, 1902
- Oxyopes cougar Brady, 1970
- Oxyopes crassus Schmidt & Krause, 1995
- Oxyopes crewi Bryant, 1948
- Oxyopes daksina Sherriffs, 1955
- Oxyopes delesserti Caporiacco, 1947
- Oxyopes delmonteensis Barrion & Litsinger, 1995
- Oxyopes dinendrai Sen & Sureshan, 2021
- Oxyopes dingo Strand, 1913
- Oxyopes dubourgi Simon, 1904
- Oxyopes dumonti (Vinson, 1863)
- Oxyopes elegans L. Koch, 1878
- Oxyopes elifaz Levy, 2007
- Oxyopes elongatus Biswas, Kundu, Kundu, Saha & Raychaudhuri, 1996
- Oxyopes extensipes (Butler, 1876)
- Oxyopes fabae Dhali, Saha & Raychaudhuri, 2015
- Oxyopes falcatus Zhang, Yang & Zhu, 2005
- Oxyopes falconeri Lessert, 1915
- Oxyopes fallax Denis, 1955
- Oxyopes felinus Brady, 1964
- Oxyopes flavipalpis (Lucas, 1858)
- Oxyopes flavus Banks, 1898
- Oxyopes fluminensis Mello-Leitão, 1929
- Oxyopes forcipiformis Xie & Kim, 1996
- Oxyopes fujianicus Song & Zhu, 1993
- Oxyopes galla Caporiacco, 1941
- Oxyopes gaofengensis J. X. Zhang, Y. Q. Zhang & Kim, 2005
- Oxyopes gemellus Thorell, 1891
- Oxyopes globifer Simon, 1876
- Oxyopes godeffroyi Baehr, Harms, Dupérré & Raven, 2017
- Oxyopes gorumaraensis Sen, Saha & Raychaudhuri, 2011
- Oxyopes gossypae Mushtaq & Qadar, 1999
- Oxyopes gracilipes (White, 1849)
- Oxyopes gratus L. Koch, 1878
- Oxyopes gujaratensis Gajbe, 1999
- Oxyopes gyirongensis Hu & Li, 1987
- Oxyopes haryanaensis Goyal & Malik, 2020
- Oxyopes hasta Lo, Cheng & Lin, 2021
- Oxyopes hastifer Simon, 1909
- Oxyopes hemorrhous Mello-Leitão, 1929
- Oxyopes heterophthalmus (Latreille, 1804)
- Oxyopes hilaris Thorell, 1881
- Oxyopes hindostanicus Pocock, 1901
- Oxyopes hoggi Lessert, 1915
- Oxyopes holmbergi Soares & Camargo, 1948
- Oxyopes hotingchiehi Schenkel, 1963
- Oxyopes hupingensis Bao & Yin, 2002
- Oxyopes idoneus Simon, 1909
- Oxyopes imbellis Thorell, 1890
- Oxyopes incantatus Santos, 2017
- Oxyopes incertus Mello-Leitão, 1929
- Oxyopes indiculus Thorell, 1897
- Oxyopes indicus (Walckenaer, 1805)
- Oxyopes inversus Mello-Leitão, 1949
- Oxyopes iranicus Esyunin, Rad & Kamoneh, 2011
- Oxyopes jabalpurensis Gajbe & Gajbe, 1999
- Oxyopes jacksoni Lessert, 1915
- Oxyopes javanus Thorell, 1887
- Oxyopes jianfeng Song, 1991
- Oxyopes jubilans O. Pickard-Cambridge, 1885
- Oxyopes ketani Gajbe & Gajbe, 1999
- Oxyopes keyserlingi Thorell, 1881
- Oxyopes kobrooricus Strand, 1911
- Oxyopes kochi Thorell, 1897
- Oxyopes kohaensis Bodkhe & Vankhede, 2012
- Oxyopes kolkhasensis Sarkar, Bodkhe & Uniyal, 2021
- Oxyopes koreanus Paik, 1969
- Oxyopes kovacsi Caporiacco, 1947
- Oxyopes kraepelinorum Bösenberg, 1895
- Oxyopes kumarae Biswas & Roy, 2005
- Oxyopes kusumae Gajbe, 1999
- Oxyopes lagarus Thorell, 1895
- Oxyopes lepidus (Blackwall, 1864)
- Oxyopes licenti Schenkel, 1953
- Oxyopes linearis Sen, Dhali, Saha & Raychaudhuri, 2015
- Oxyopes lineatipes (C. L. Koch, 1847)
- Oxyopes lineatus Latreille, 1806
- Oxyopes longespina Caporiacco, 1940
- Oxyopes longetibiatus Caporiacco, 1941
- Oxyopes longinquus Thorell, 1891
- Oxyopes longipalpis Lessert, 1946
- Oxyopes longispinosus Lawrence, 1938
- Oxyopes longispinus Saha & Raychaudhuri, 2003
- Oxyopes lynx Brady, 1964
- Oxyopes machuensis Mukhtar, 2013
- Oxyopes macilentus L. Koch, 1878
- Oxyopes macroscelides Mello-Leitão, 1929
- Oxyopes maripae Caporiacco, 1954
- Oxyopes masculinus Caporiacco, 1954
- Oxyopes mathias Strand, 1913
- Oxyopes matiensis Barrion & Litsinger, 1995
- Oxyopes mediterraneus Levy, 1999
- Oxyopes megalops Caporiacco, 1947
- Oxyopes minutus Biswas, Kundu, Kundu, Saha & Raychaudhuri, 1996
- Oxyopes mirabilis Zhang, Yang & Zhu, 2005
- Oxyopes modestus Simon, 1877
- Oxyopes molarius L. Koch, 1878
- Oxyopes mundulus L. Koch, 1878
- Oxyopes naliniae Gajbe, 1999
- Oxyopes nanulineatus Levy, 1999
- Oxyopes nenilini Esyunin & Tuneva, 2009
- Oxyopes nigripalpis Kulczyński, 1891
- Oxyopes ningxiaensis Tang & Song, 1990
- Oxyopes niveosigillatus Mello-Leitão, 1945
- Oxyopes obscurifrons Simon, 1909
- Oxyopes occidens Brady, 1964
- Oxyopes ocelot Brady, 1975
- Oxyopes ornatus (Blackwall, 1868)
- Oxyopes oryzae Mushtaq & Qadar, 1999
- Oxyopes pallidecoloratus Strand, 1906
- Oxyopes pallidus (C. L. Koch, 1838)
- Oxyopes palliventer Strand, 1911
- Oxyopes pandae Tikader, 1969
- Oxyopes panther Brady, 1975
- Oxyopes papuanus Thorell, 1881
- Oxyopes pardus Brady, 1964
- Oxyopes patalongensis Simon, 1901
- Oxyopes pawani Gajbe, 1992
- Oxyopes peetham Amulya, Sebastian & Sudhikumar, 2022
- Oxyopes pennatus Schenkel, 1936
- Oxyopes personatus Simon, 1897
- Oxyopes pigmentatus Simon, 1890
- Oxyopes pingasus Barrion & Litsinger, 1995
- Oxyopes positivus Roewer, 1961
- Oxyopes praedictus O. Pickard-Cambridge, 1885
- Oxyopes providens Thorell, 1890
- Oxyopes pugilator Mello-Leitão, 1929
- Oxyopes pulchellus (Lucas, 1858)
- Oxyopes punctatus L. Koch, 1878
- Oxyopes purpurissatus Simon, 1909
- Oxyopes quadridentatus Thorell, 1895
- Oxyopes quadrifasciatus L. Koch, 1878
- Oxyopes rajai Saha & Raychaudhuri, 2003
- Oxyopes ramosus (Martini & Goeze, 1778)
- Oxyopes raviensis Dyal, 1935
- Oxyopes reddyi Majumder, 2004
- Oxyopes reimoseri Caporiacco, 1947
- Oxyopes rejectus O. Pickard-Cambridge, 1885
- Oxyopes rouxi Strand, 1911
- Oxyopes royi Roewer, 1961
- Oxyopes rubicundus L. Koch, 1878
- Oxyopes rubriventer Caporiacco, 1941
- Oxyopes rubrosignatus Keyserling, 1891
- Oxyopes rufisternis Pocock, 1901
- Oxyopes rufovittatus Simon, 1886
- Oxyopes russoi Caporiacco, 1940
- Oxyopes russulus Thorell, 1895
- Oxyopes rutilius Simon, 1890
- Oxyopes ruwenzoricus Strand, 1913
- Oxyopes ryvesi Pocock, 1901
- Oxyopes saganus Bösenberg & Strand, 1906
- Oxyopes sakuntalae Tikader, 1970
- Oxyopes salticus Hentz, 1845
- Oxyopes saradae Biswas & Roy, 2005
- Oxyopes sataricus Kulkarni & Deshpande, 2012
- Oxyopes scalaris Hentz, 1845
- Oxyopes scapeus Sen & Sureshan, 2021
- Oxyopes schenkeli Lessert, 1927
- Oxyopes sectus Mello-Leitão, 1929
- Oxyopes septumatus Mukhtar, 2013
- Oxyopes sertatoides Xie & Kim, 1996
- Oxyopes sertatus L. Koch, 1878
- Oxyopes setipes Thorell, 1890
- Oxyopes sexmaculatus Mello-Leitão, 1929
- Oxyopes shakilae Mukhtar, 2013
- Oxyopes shorkotensis Mukhtar, 2013
- Oxyopes shweta Tikader, 1970
- Oxyopes sinaiticus Levy, 1999
- Oxyopes singularis Lessert, 1927
- Oxyopes sitae Tikader, 1970
- Oxyopes sjostedti Lessert, 1915
- Oxyopes sobrinus O. Pickard-Cambridge, 1872
- Oxyopes squamosus Simon, 1886
- Oxyopes stephanurus Mello-Leitão, 1929
- Oxyopes strandi Caporiacco, 1939
- Oxyopes striagatus Song, 1991
- Oxyopes striatus (Doleschall, 1857)
- Oxyopes subabebae Caporiacco, 1941
- Oxyopes subimali Biswas, Kundu, Kundu, Saha & Raychaudhuri, 1996
- Oxyopes submirabilis Tang & Li, 2012
- Oxyopes summus Brady, 1975
- Oxyopes sunandae Tikader, 1970
- Oxyopes sushilae Tikader, 1965
- Oxyopes taeniatulus Roewer, 1955
- Oxyopes taeniatus Thorell, 1877
- Oxyopes taiwanensis Lo, Cheng & Lin, 2021
- Oxyopes takobius Andreeva & Tystshenko, 1969
- Oxyopes tapponiformis Strand, 1911
- Oxyopes tenellus Song, 1991
- Oxyopes thumboormuzhiensis Amulya, Honey & Sudhikumar, 2022
- Oxyopes tibialis F. O. Pickard-Cambridge, 1902
- Oxyopes tiengianensis Barrion & Litsinger, 1995
- Oxyopes tikaderi Biswas & Majumder, 1995
- Oxyopes timorensis Schenkel, 1944
- Oxyopes timorianus (Walckenaer, 1837)
- Oxyopes toschii Caporiacco, 1949
- Oxyopes travancoricola Strand, 1912
- Oxyopes tridens Brady, 1964
- Oxyopes tuberculatus Lessert, 1915
- Oxyopes ubensis Strand, 1906
- Oxyopes uncinatus Lessert, 1915
- Oxyopes vanderysti Lessert, 1946
- Oxyopes variabilis L. Koch, 1878
- Oxyopes versicolor Thorell, 1887
- Oxyopes vogelsangeri Lessert, 1946
- Oxyopes wokamanus Strand, 1911
- Oxyopes wroughtoni Pocock, 1901
- Oxyopes xinjiangensis Hu & Wu, 1989
- Oxyopes zavattarii Caporiacco, 1939

Selon World Spider Catalog (version 23.5, 2023) :
- † Oxyopes defectus Wunderlich, 1988
- † Oxyopes succini Petrunkevitch, 1958

## Systématique et taxinomie
Ce genre a été décrit par Latreille en 1804.
Sphasus a été placée en synonymie par Latreille en 1829.

## Publication originale
- Latreille, 1804 : « Tableau méthodique des Insectes. » Nouveau Dictionnaire d'Histoire Naturelle, Paris, vol. 24, p. 129-295.